# Кула-Норинска
Ку́ла-Нори́нска (хорв. Kula Norinska) — село и община на юге Хорватии, расположенное на берегу Адриатического моря. Население общины — 1 926 чел. (на 2001 г.), в 581 домохозяйств, площадь — 60,6 км².

## Состав общины

Община Кула-Норинска: Боровцы (1), Десне (2), Кула-Норинска (3), Матиевичи (4), Момичи (5), Нова Села (6), Подруйница (7), Крвавац (8), Крвавац II (9).

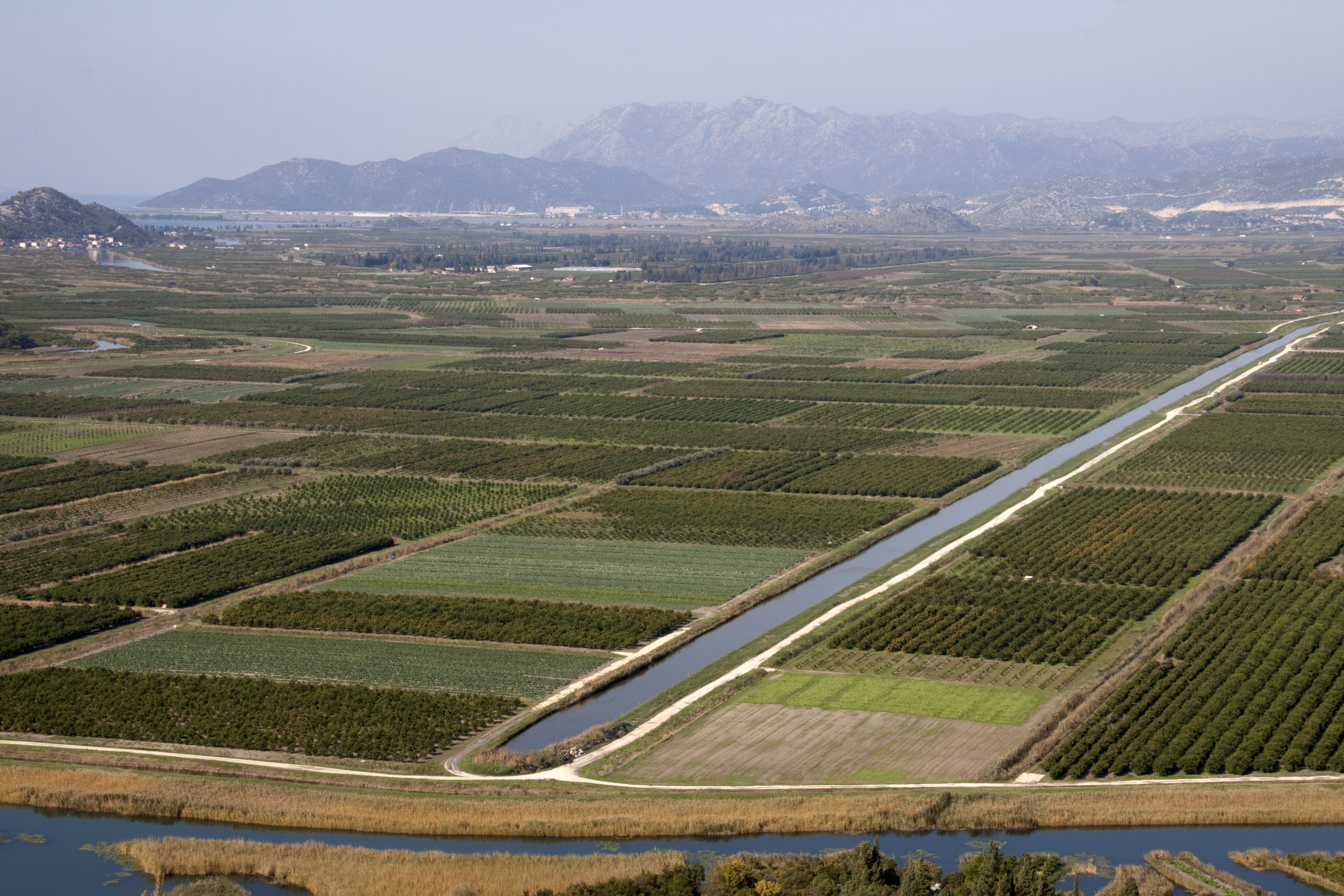
Поля и оросительные каналы в долине реки Неретвы.

Сёла:
- Боровцы — 33
- Десне — 130
- Кула-Норинска — 302
- Матиевичи — 100
- Момичи — 215
- Нова Села — 55
- Подруйница — 142
- Крвавац — 613
- Крвавац II — 236